# Linyphia phyllophora
Linyphia phyllophora là một loài nhện trong họ Linyphiidae.
Loài này thuộc chi Linyphia. Linyphia phyllophora được Tord Tamerlan Teodor Thorell miêu tả năm 1890.